# Osomatsu-kun
Osomatsu-kun (おそ松くん) és un manga i anime creat pel mangaka Fujio Akatsuka. El manga fou publicat des de l'any 1962 fins a 1969, obtenint prou fama al Japó. L'any 1964 el seu autor guanyà el 10é Premi de manga Shōgakukan per aquest títol. L'obra també va tindre dues adaptacions a l'anime, una l'any 1966 i la segona que durà des de 1988 fins a 1989, aquesta darrera produïda per l'Studio Pierrot i emesa al País Valencià per Punt 2. L'any 2015 es publicà una seqüela anomenada Osomatsu-san on es pot vore la vida dels bessons Matsuno i els altres passats uns anys i ja adults en forma de gags humorístics.

## Argument
La història versa sobre la vida de la família Matsuno, pare, mare i els sis bessons, a més dels diversos personatges secundaris de la sèrie. L'estil és la comèdia amb tocs surrealistes.

## Personatges

### Familia Matsuno
La familia està formada pels sis bessons i els seus pares. Els bessons tenen deu anys, cursen cinqué grau i van nàixer el 24 de maig. En la versió de l'anime de 1988 el protagonisme dels bessons és furtat en part per altres personatges secundaris com Iyami o Chibita, qui després agafarien més popularitat en la sèrie entre els seguidors, deixant als protagonistes originals en un segon pla.
- Osomatsu Matsuno (松野 おそ松 Matsuno Osomatsu): El més major i lider dels bessons, com també el millor lluitador dels germans. En l'one-shot de 1993 es revela que en el futur s'ha convertit en un tipic salaryman i que no està casat.
- Karamatsu Matsuno (松野 カラ松 Matsuno Karamatsu): El segon més major i té un caràcter tranquil, sent sempre polit i ordenat. En l'one-shot Osomatsu-kun es fa gran es veu que s'ha casat amb la filla del propietari d'una fruiteria.
- Choromatsu Matsuno (松野 チョロ松 Matsuno Choromatsu): El tercer bessó més major, és el més llest del grup però també el més egoista. Usualment va sempre amb el seu germà Osomatsu i junts fant malfetes. En l'one-shot de 1993 s'ha convertit en agent de policia.
- Ichimatsu Matsuno (松野 一松 Matsuno Ichimatsu): Tot i que el seu nom comence amb el kanji del número 1, ell és el quart fill de la familia Matsuno. És molt honest i també molt fort. En l'one-shot Osomatsu-kun es fa gran ell és el president d'una important societat al haver-se casat amb la filla de l'anterior president.
- Jûshimatsu Matsuno (松野 十四松 Matsuno Jūshimatsu): És el cinqué bessó. És molt amable, però això també és la seua major debilitat. En l'one-shot de 1993 es veu com s'ha convertit en mèdic.
- Todomatsu Matsuno (松野 トド松 Matsuno Todomatsu): El sisé i últim fill dels Matsuno. Té una personalitat despreocupada i no li agraden massa els banys. En l'one-shot de 1993 Osomatsu-kun es fa gran es mostra que en el futur regenta una peixcateria.
- Matsuzô Matsuno (松野 松造 Matsuno Matsuzō): És el pare dels sis bessons, té un paper secundari tant en el manga com en l'anime. Treballa com a oficinista i usualment es queixa d'haver tingut tants fills d'un mateix colp.
- Matsuyo Matsuno (松野 松代 Matsuno Matsuyo): És la mare dels sis bessons. Treballa com a mestressa de la llar. Usualment sol cridar als xiquets recitant els sis noms de seguit i sense pausa, la qual cosa fa que es canse, així com amb les malifetes dels seus fills.

### Personatges secundaris
- Chibita (チビ太): El prefixe chibi al seu nom vol dir literalment xicotet o nano en japonés, mentres que el ta es ta present a molts noms masculins japonesos com Tarô o Kentarô. És un xiquet baixet i calb. És uns anys menor que els bessons Matsuno i generalment sol ser el rival d'aquests. El seu plat favorit és l'oden, del qual arriba a ser un veritable fanàtic. Generalment tracta de clavar-se i humiliar als sis bessons, els quals també fan el mateix amb ell. També té una vessant més infantil i li agraden els animals i les flors. Excepte en un capítol de l'anime de 1988 on es veu a la seua mare i es revela que va ser abandonat, en el manga no es parla gens dels seus pares ni de cap familiar. Molt sovint se'l veu com a acompanyant o sirvent d'Iyami, però també a voltes com el seu enemic. En les seues primeres aparicions es presenta com un xiquet molt obedient amb un pares molt estrictes, però prompte canvia el seu caràcter. En l'anime de 1988 apareix com un edokko. Com Iyami, Chibita sol furtar el protagonisme als bessons Matsuno, esdevenint un dels personatges més reconeguts de Fujio Akatsuka. En l'one-shot de 1993 es veu com s'ha convertit en un treballador d'1'50 metres d'altura i amb cabells al cap.
- Iyami (イヤミ): Iyami és un home cridaner i maledicent que té una gran admiració per França i la seua cultura clamant haver estat allà vivint. Els seus punts més reconeixibles són les seues tres pales dels dents d'una llargària descomunal, el seu bigot prim i el seu pentinat d'estil garçon. Parla de si mateix en primera personaamb la praula Mi (ミー mii)

### Personatges ocasionals
- Kaori Shiratori (白鳥かおり Shiratori Kaori): És una xica d'aspecte delicat la qual sempre actua amb modals molt polits, també és molt rica. Només apareix a dos episodis de l'anime de 1988 i en un d'ells és la cita de Dayoon però per una sèrie d'esdeveniments acaba casant-se amb Iyami però per poc temps, ja que quan aquest se n'assabenta de que l'empresa del pare ha quebrat intenta fer que Kaori es case amb Chibita entregant-li l'anell de compromís a aquest i fugint. La imatge de Kaori és la típica d'una Idol japonesa dels anys huitanta.

## Emissió al País Valencià
Televisió Valenciana mitjançant el seu canal Punt 2 va emetre l'anime de 1988 barrejats amb capitols de Tensai Bakabon, una altra obra del mestre Fujio Akatsuka, amb el nom de Coses de Grillats. L'anime s'emetia dins del bloc infantil babalà començant l'any 2009. Aquesta versió estava llicenciada per Jonu Media, propietat aleshores del grup Planeta.